# Oldham (Dakota del Sud)
Oldham és una població dels Estats Units a l'estat de Dakota del Sud. Segons el cens del 2000 tenia 206 habitants.

## Demografia
Segons el cens del 2000, Oldham tenia 206 habitants, 91 habitatges, i 51 famílies. La densitat de població era de 361,5 habitants per km².
Dels 91 habitatges en un 25,3% hi vivien nens de menys de 18 anys, en un 46,2% hi vivien parelles casades, en un 6,6% dones solteres, i en un 42,9% no eren unitats familiars. En el 41,8% dels habitatges hi vivien persones soles el 25,3% de les quals corresponia a persones de 65 anys o més que vivien soles. El nombre mitjà de persones vivint en cada habitatge era de 2,26 i el nombre mitjà de persones que vivien en cada família era de 3,04.
Per edats la població es repartia de la següent manera: un 28,2% tenia menys de 18 anys, un 6,3% entre 18 i 24, un 18,4% entre 25 i 44, un 19,9% de 45 a 60 i un 27,2% 65 anys o més.
L'edat mediana era de 44 anys. Per cada 100 dones de 18 o més anys hi havia 78,3 homes.
La renda mediana per habitatge era de 21.458 $ i la renda mediana per família de 30.000 $. Els homes tenien una renda mediana de 34.688 $ mentre que les dones 20.208 $. La renda per capita de la població era d'11.694 $. Entorn del 12,5% de les famílies i el 20,3% de la població estaven per davall del llindar de pobresa.

## Poblacions més properes
El següent diagrama mostra les poblacions més properes.